# Abel Visconti
Arnaldo Abel Visconti (11 de junio de 1932) es un músico, autor, compositor y cantante argentino, fundador  del dúo Los Visconti, uno de los grupos más destacados de la música folklórica de Argentina. Nacido en Coronel Dorrego (Buenos Aires), formó en 1950 con su hermano mellizo Víctor un dúo de música folklórica con el nombre de Los Hermanos Visconti, iniciando su carrera artística en Bahía Blanca.
Con un estilo melancólico, con un sello distinto en el cancionero criollo, los valsecitos hicieron que éste dúo fuera reconocido mundialmente, y luego de muchos años de actuaciones, Los Visconti alcanzaron el éxito en el Festival de Cosquín de 1974, siendo en ese año la Revelación del mismo y desde entonces se convirtieron en uno de los grupos más populares y difundidos de Argentina, alcanzado también un importante éxito en otros países latinoamericanos, especialmente Colombia, Ecuador, Bolivia,Venezuela.
El 11 de abril del 2005, luego de 50 años de actuar juntos, falleció su hermano Víctor. Abel compuso una canción Adiós hermano y editó un álbum en su homenaje. Formó dúo con el cantante Enrique Espinosa- Caril Paura- y en la Actualidad con Hector Corvalan - Abel Visconti vigente como nunca, recorre los escenarios Argentinos y de otros Países.
Firma contrato en el 2019 con la Sony Music de Colombia- con un trabajo musical bajo el Título “Dúos que llevo en el Alma y el Corazón”, con La participación de Intérpretes invitados como, el Chaqueño Palavecino, Daniel Visconti (hijo del cantante) Tormenta- Anabella Arbelaez de Colombia- Facundo Saravia - Andate uno de los temas más conocidos y un broche de Oro con el Zorzal Criollo Carlos Gardel con el tema Yira Yira, es el dueto más comentado de este primer Volumen que lanza la Sony
En www.losvisconti.com y en todas las plataformas digitales están los hermosos y conocidos intérpretes haciendo Duo con el Maestro Abel Visconti.

### Para ver y oír
- "Veneno" (valsesito criollo), Los Visconti, YouTube.
- Adiós hermano, Los Visconti (dedicado a la muerte de Víctor VIsconti), YouTube.

- Datos: Q5654943